# Tržiště (Malá Strana)
Ulice Tržiště na Malé Straně v Praze spojuje Karmelitskou ulici s ulicemi Břetislavova a Vlašská a průchod ulici spojuje také s horním Malostranským náměstím. 
Tvoří ji dvacet pět domů, vesměs historických budov, ve třech z nich sídlí významné instituce. V čísle 18 je zadní vchod do barokního Hartigovského paláce založeného v roce 1645, v současnosti sídla rektorátu Akademie múzických umění v Praze. Na jižní straně Tržiště stojí Vratislavský palác, postavený po roce 1671, v současnosti je tu Americké centrum a Irské velvyslanectví. Sousední Schönbornský palác je dominantou Tržiště a sídlem velvyslanectví Spojených států amerických. Proti němu je stálá strážnice pražské policie a pod ním zastávka městského elektrobusu č. 192.
Od Karmelitské ulice se ulice Tržiště mírně zvedá, u Schönbornského paláce se rozšiřuje a pak se dělí: nalevo navazuje Vlašská ulice, přímo navazuje Břetislavova ulice a napravo od domu U Ježíška pokračuje Tržiště jako lomená slepá ulička, končící Baráčnickou rychtou.

## Historie a názvy
Ulice vznikla ve středověku, kdy tudy ze Strahova tekl Malostranský potok a pokračoval přes Prokopskou ulici do Vltavy. Linii na severní straně určovala hradební zeď malostranského městského opevnění z roku 1257. Teprve když císař Karel IV. dal opevnění Malé Strany zrušit, mohl začít stavební ruch. Původně byla ulice součástí Vlašské ulice, tržiště vzniklo až koncem 18. století přenesením trhu z Malostranského náměstí. Názvy ulice se měnily:
- původně – „Vlašská“,
- koncem 18. století – „Nový trh“, „Novotržní“,
- později – „Nová ulice“, „Vaječný trh“, „Selský trh“,
- od roku 1870 – „Tržiště“.

## Domy, firmy a instituce
- Nárožní dům U modrého lva čp. 372/III, Tržiště 1/ Karmelitská 27; domovní znamení: modrá plastika lva vsazena v nároží; na fasádě malovaný obraz Nanebevzetí Panny Marie[2]
- Dům U zelené mříže čp. 371/III, Tržiště 3; v přízemí vinárna U staré studny – Tržiště 3[3]
- Dům Venturovský (U rybáře) čp. 370/III, Tržiště 5; v přízemí galerie Millenium[4]
- Novoklasicistní dům čp. 368/III, Tržiště 9; hotel Aria[5]
- Nicolas bar a restaurant – Tržiště 10[6]
- Vratislavský palác čp. 366/III, Tržiště 13[7]
- Dům čp. 367/III, Tržiště 11; dvoupatrový měšťanský dům; fasáda s bohatou klasicistní dekorací prvního patra z doby kolem roku 1810: 6 kamenných bust v suprafenestrách a pod nimi střídavě květinové koše a mušle, zdobené zlacením[8]
- Dům Skálovský (Santiniovský), čp. 262/III, Tržiště 12; na pozdně gotických základech jej roku 1650 přestavěl Santin de Bossi, do dnešní podoby upravil Ignác Palliardi kolem roku 1800[9]
- Schönbornský palác (sídlo velvyslanectví USA), čp. 365/III, Tržiště 15/ Vlašská 1[10]
- Nárožní dům U tří zlatých korun' (Starý špitál) čp.260/III, Tržiště 16, Malostranské náměstí 11; středověký dům při hradební zdi roku 1485 přestavěn na první malostranský špitál, který byl po sto letech přestěhován na Újezd. Dům byl následně dvakrát přestavěn na obytný. barokní přestavbu od roku 1683 podnikl rektor pražské univerzity Jan František Löw z Erlsfeldu, současná podoba domu je výsledkem Palliardiho adaptace z roku 1808, kdy přibyly také pavlače. [11]
- Hartigovský palác čp. 259/III, Tržiště 18, Malostranské náměstí 12[12]
- Dům U Ježíška (také U města Paříže) čp.303/III, Tržiště 19; nyní adaptován na hotel Alchymist Grand Hotel and Spa.[13]
- Dům U bílého jelena (také Weinwurmovský) původem renesanční dům, přestavěný v raném baroku po roce 1683, v letech 1714-1796 patřil Lichtenštejnům, kteří jej připojili k sousednímu paláci čp. 258/III. Po roce 1803 dům vlastnil univerzitní profesor František Antonín Steinský, který zde měl svou veřejnosti přístupnou mineralogickou sbírku. Současnou podobu domu prováděl stavitel Josef Liebl v letech 1851–1852 pro pro Pavla Aloise Klára.[14]
- Dům Červený kříž (Starý renthauz) čp. 519/III, Tržiště 22, původně renesanční dům, přestavěný v baroku[15]
- Všebaráčnická rychta čp. 555/III, Tržiště 25, původně zadní křídlo čp. 250/III středověkého dvorce pražského probošta, přiléhající k hradbě přemyslovského opevnění, fragmenty zdiva se dochovaly ve sklepě, po roce 1683 přestavěn; v roce 1926 dům získalo Stavební družstvo Obce baráčníků a dalo jej radikálně přestavět; nyní obytný dům a restaurace Baráčnická rychta[16]